# 御坊川駅
御坊川駅（ごぼがわえき）は、香川県高松市花園町（現在の花園町二丁目）にあった高松琴平電気鉄道長尾線の駅（廃駅）。
開業当初は読み方は「ごぼうがわ」であった。

## 歴史
休止・廃止時期は正確には不明。花園駅開業時には廃止されていた。
- 1912年（明治45年）4月30日：高松電気軌道の駅として開業。
- 1943年（昭和18年）11月1日：会社合併により高松琴平電気鉄道長尾線の駅となる。
- 1943年（昭和18年）頃：休止。
- 1949年（昭和24年）4月頃：廃止。[注釈 1]

## 駅構造
単式ホーム1面1線を有する駅であった。現在の御坊川第一踏切付近（御坊川鉄橋西詰。花園駅より約100 m長尾駅方面）に位置した。
戦後、長尾線への大型ボギー車導入の際、駅が御坊川に近いため拡張できず、また、近くの道路拡張の計画に駅が邪魔になることにより廃止される。1954年（昭和29年）8月1日、すぐ近くに花園駅が開業している。

## 現状
駅の大半は、御坊川第一踏切上になっており、痕跡はない。

## 隣の駅
高松琴平電気鉄道
長尾線
瓦町駅 - （花園駅） - 御坊川駅 - 木太西口駅  - 林道駅